# Ranunculòidies
Les ranunculòidies (Ranunculoideae) són una subfamília de plantes amb flors que pertany a la família de les ranunculàcies. Conté les següents tribus i gèneres:

## Tribus i gèneres
- Tribu: Actaeeae
  - Gèneres: Actaea - Anemonopsis - Beesia - Eranthis
- Tribu: Adonideae
  - Gèneres: Adonis - Callianthemum - Megaleranthis - Trollius
- Tribu: Anemoneae
  - Gèneres: Anemone - Archiclematis - Barneoudia - Clematis - Metanemone - Naravelia - Oreithales - Pulsatilla
- Tribu: Caltheae
  - Gèneres: Calathodes - Caltha
- Tribu: Delphinieae
  - Gèneres: Aconitum - Consolida - Delphinium
- Tribu: Helleboreae
  - Gènere: Helleborus
- Tribu: Nigelleae
  - Gèneres:Garidella - Komaroffia - Nigella
- Tribu: Ranunculeae
  - Gèneres:Aphanostemma - Arcteranthis - Callianthemoides - Ceratocephala - Hamadryas - Krapfia - Kumlienia - Laccopetalum - Myosurus - Paroxygraphis - Peltocalathos - Ranunculus - Trautvetteria